# The Specials
The Specials (también conocidos como The Special AKA) fue una banda británica de ska revival (2 Tone) formada en 1977 en Coventry. The Specials es, junto a Madness, The Selecter, The Beat y Bad Mannners, una de las cinco bandas más importantes del género.
Empezaron tocando ska con influencias punk y con el paso del tiempo acabaron muy cercanos a la música new wave. En marzo de 1979 lanzaron el single "Gangsters" que inició el fenómeno 2 Tone, el cual se alargó hasta finales de 1981. Entre sus temas más conocidos se incluyen A Message To You Rudy, Ghost Town, Monkey Man o Too Much Too Young, entre otros.
Los miembros originales de la banda fueron Jerry Dammers, Terry Hall, Roddy Radiation, John Bradbury, Sir Horace Gentleman (también conocido como Horace Panter), Lynval Golding y Neville Staples.
En el año 2018 The Specials anunciaron Encore, su primer álbum con nuevas canciones en 20 años.En diciembre de 2022, falleció el vocalista Terry Hall. En 2023, el bajista Horace Panter confirmó que la banda no continuaría con su actividad después de la muerte de Hall.

## Miembros
La formación original de la banda fue:
- Jerry Dammers - Teclados
- Terry Hall - Voz (RIP)
- Roddy Radiation - Guitarra
- John Bradbury - Batería (RIP)
- Sir Horace Gentleman (A.K.A. Horace Panter) - Bajo
- Lynval Golding - Guitarra
- Neville Staple - Voz

## Discografía

### Álbumes
- Specials (1979)
- More Specials (1980)
- In the Studio (as Special A.K.A.) (1984)
- Today's Specials (1996)
- Guilty 'Til Proved Innocent! (1998)
- Skinhead Girl (2000)
- Conquering Ruler (2001)
- Encore (2019)

Álbumes de estudio
| 1979                                    | Specials - Discográfica: 2 Tone Records                  | 4  | 84 | 5  | 34 | - R.U.: Oro |
| 1980                                    | More Specials - Discográfica: 2 Tone Records             | 5  | 98 | 28 | 30 | - R.U.: Oro |
| 1984                                    | In the Studio - Discográfica: 2 Tone Records             | 34 | —  | —  | —  |             |
| 1996                                    | Today's Specials - Discográfica: Virgin Records          | —  | —  | —  | —  |             |
| 1998                                    | Guilty 'til Proved Innocent! - Discográfica: MCA Records | —  | —  | —  | —  |             |
| 2000                                    | Skinhead Girl - Discográfica: Receiver Records           | —  | —  | —  | —  |             |
| 2001                                    | Conquering Ruler - Discográfica: Receiver Records        | —  | —  | —  | —  |             |
| "—" denotes releases that did not chart |                                                          |    |    |    |    |             |

Álbumes en directo
| Año  | Detalles del álbum                                           |
| ---- | ------------------------------------------------------------ |
| 1987 | Peel Sessions - Discográfica: Peerless                       |
| 1994 | Live at the Palace - Discográfica: 2 Tone Records            |
| 1997 | Live at the Moonlight Club - Discográfica: Chrysalis Records |
| 1999 | Blue Plate Specials Live - Discográfica: Big Ear Music       |
| 1999 | Ghost Town Live - Discográfica: Receiver Records             |
| 2012 | More... Or Less: The Specials Live - Discográfica: Chrysalis |

### Extended plays
| Año  | Detalles del Álbum                                   | Posiciones |
| Año  | Detalles del Álbum                                   | R.U.       |
| ---- | ---------------------------------------------------- | ---------- |
| 1980 | The Special AKA Live! - Discográfica: 2 Tone Records | 1          |
| 1993 | The Two Tone - Discográfica: 2 Tone Records          | —          |

### Sencillos
| 1979                                    | "Gangsters"                                     | 6  | 27 | 20 | 11 | — | — | —  | —  | Single                       |
| 1979                                    | "A Message to You, Rudy"/"Nite Klub"            | 10 | 19 | 29 | 35 | 7 | — | —  | —  | Specials / More Specials     |
| 1980                                    | "Too Much Too Young"                            | 1  | 3  | —  | —  | — | — | —  | —  | Specials / More Specials     |
| 1980                                    | "Rat Race"/"Rude Boys Outa Jail"                | 5  | 17 | —  | —  | — | — | 89 | —  | Specials / More Specials     |
| 1980                                    | "Stereotype"/"International Jet Set"            | 6  | 12 | —  | 41 | — | — | —  | —  | Specials / More Specials     |
| 1980                                    | "Do Nothing"/"Maggie's Farm"                    | 4  | 13 | —  | —  | — | — | —  | —  | Specials / More Specials     |
| 1981                                    | "Ghost Town"                                    | 1  | 3  | 20 | 12 | — | 7 | —  | —  | Specials / More Specials     |
| 1982                                    | "The Boiler" (con Rhoda Dakar)                  | 35 | —  | —  | —  | — | — | —  | —  | The Special A.K.A.           |
| 1982                                    | "Jungle Music" (con Rico Rodriguez)             | —  | —  | —  | —  | — | — | —  | —  | The Special A.K.A.           |
| 1982                                    | "War Crimes"                                    | —  | —  | —  | —  | — | — | —  | —  | The Special A.K.A.           |
| 1983                                    | "Racist Friend"/"Bright Lights"                 | 60 | —  | —  | —  | — | — | —  | —  | The Special A.K.A.           |
| 1984                                    | "Free Nelson Mandela"                           | 9  | 6  | —  | —  | — | — | —  | —  | The Special A.K.A.           |
| 1984                                    | "What I Like Most About You Is Your Girlfriend" | 51 | —  | —  | —  | — | — | —  | —  | The Special A.K.A.           |
| 1988                                    | "Free Nelson Mandela" (reeditado)               | —  | —  | —  | —  | — | — | —  | —  | The Special A.K.A.           |
| 1991                                    | "Ghost Town Revisited"                          | —  | —  | —  | —  | — | — | —  | —  | The Singles Collection       |
| 1996                                    | "Hypocrite"                                     | 66 | —  | —  | —  | — | — | —  | —  | Today's Specials             |
| 1997                                    | "It's You"                                      | —  | —  | —  | —  | — | — | —  | 29 | Guilty 'Til Proved Innocent! |
| "—" denotes releases that did not chart |                                                 |    |    |    |    |   |   |    |    |                              |

## DVD
- "The Special AKA on Film" (198x VHS & Laserdisc)
- "Dance Craze - The Best of British Ska... Live!" (VHS)
- "The Specials: Too Much, Too Young" (2008 DVD)

## Apariciones de canciones

### En películas
- Sixteen Candles - canción - "Little Bitch"
- SLC Punk! - canción - "Too Hot" and "Gangsters"
- Snatch - canción - "Ghost Town"
- Shaun of the Dead - canción - "Ghost Town"
- Garage Days - canción - "Ghost Town"
- An Extremely Goofy Movie - canción - "Pressure Drop"
- A Room for Romeo Brass - canción - "A Message to You, Rudy"
- Grosse Pointe Blank - canción - "Pressure Drop", "A Message to You, Rudy" y "You're Wondering Now"
- This Is England - canción - "Do the Dog"
- Mystery Men - canción - "Gangsters" Covered por Citizen King
- 200 Cigarettes - canción - "A Message to You, Rudy"
- Multiplicity - canción - "A Little Bit Me, A Little Bit You"
- Natural Born Killers - canción - "Ghost Town" (no incluida en el álbum)
- We Own The Night - canción - "A Message to You, Rudy"

### Televisión
- Father Ted - Episodio - Good Luck, Father Ted - canción - "Ghost Town"[13]

- Six Feet Under - canción - "Monkey Man"

### Anuncios
- La canción "A Message to You, Rudy" apareció en un anuncio de televisión dirigido por Bruno Aveillan, con el jugador de futbol , Marcel Desailly en 2001
- La canción "Blank Expression" Apareció en TV en el anuncio del Ford Fiesta en 2004

### Videojuegos
- Dance Dance Revolution - canción - "Little Bitch" (remix)
- MLB 2K7 - canción - "A Message To You, Rudy"
- Skate 2 - canción - "Ghost Town"